# Toni Ojala
Toni Tapio Ojala (ur. 1997) – fiński zapaśnik walczący w stylu klasycznym. Zajął dziewiąte miejsce na mistrzostwach Europy w 2018. Zdobył srebrny medal na mistrzostwach nordyckich w 2017 i 2018. Trzeci na ME kadetów w 2013 i 2014 roku.
Mistrz Finlandii w 2018, a drugi w 2015, 2016 i 2017 w stylu klasycznym. Drugi w 2015, 2017 i 2018 w stylu wolnym.